# Zamet
Zamet je riječki kvart, te istoimeni mjesni odbor Grada Rijeke obuhvaća i kvartove Dirake (Diračje) i Baredice. 

## Povijest
Od formiranja statusa Corpus separatuma Rijeke 1779. naselje Zamet nije pripadao Rijeci već je bio sastavni dio Habsburške monarhije, tj. Kraljevine Ilirije i Austrijskog primorja sve do 1918., kada Kraljevina Italija anektira čitavu Julijsku pokrajinu pa i Zamet gdje je sve do početka 1921. granica između Italije i D'Annuncijeve okupirane Rijeke i tvorevine Talijanske uprave Kvarnera.
Na Krvavi Božić 1920. Zamet je poprište ratnih sukoba između D'Annunzijevih legionara i talijanske vojske kada legionari kopaju rovove i postavljaju barikade. Tada na granici Zameta pogiba jedan legionar i jedan civil.
Od 1921. do 1924. Zamet i Srdoči, prema Rapalsom ugovoru, postaju sastavni dio Slobodne države Rijeka, da bi Rimskim sporazumom 1924. Rijeka bila anektirana Italiji, a Zamet i Srdoči Jugoslaviji te opet postaje granica između dviju država sve do 1941. Ta je granica donijela nepovoljne životne uvjete za stanovništvo koje se tradicionalno zapošljavalo u rječkoj privredi (u zgradi carine je danas smještena ambulanta).
Nakon oslobođenja od nacističke okupacije Zamet i Srdoči ne pripadaju Okupacionoj zoni Julijske krajine, već su samostalna općina odvojena od Rijeke, a nakon 10. veljače 1947., tj.  Mirovnog ugovora između FNRJ i Italije u Parizu, Rijeka je i de jure pripojena Jugoslaviji, odnosno Hrvatskoj. Dana 12. veljače 1948. godine, održana je prva sjednica NO Rijeka kada je i osnovan Kotar Rijeka čiji sastavni dio, pored Općine Stari grad (grad Rijeka), postaju i Općina Zamet i Općina Sušak.
U socijalističkoj Jugoslaviji bivša sela Zamet i Srdoči postaju moderni urbanizirani kvartovi Rijeke, pa se Zamet administrativno dijeli na Gornji Zamet i Zamet.

## Etimologija naziva
Jedna od najdužih ulica u naselju nosi ime po Zametu, čiji pak naziv dolazi od naziv riječi zamesti, čime se označuje mjesto gdje su snježni zapusi.

## Spomenici i znamenitosti
- Zametski zvončari
- Spomenik žrtvama fašizma

## Obrazovanje
- Osnovna škola Zamet

## Sport
- Sportska dvorana Zamet
- RK Zamet

## Vanjske poveznice
- Službene stranice
- Interaktivni zemljovid MO[neaktivna poveznica]